# BET Award for Video of the Year
Der BET Award for Video of the Year wird jährlich von Black Entertainment Television (BET) im Rahmen der jährlichen BET Awards vergeben. Er wird nur an die Hauptinterpreten des Videos vergeben, also nicht an die Produzenten oder Regisseure der Videos. Am Häufigsten gewann Beyoncé, die den Award sechs Mal erhielt. Am Häufigsten nominiert wurde mit 14 mal Drake. Die einzige weiße Künstlerin, die den Award jemals gewonnen hatte, war Lady Gaga mit Video Phone.

## Liste der Gewinnerinnen und Nominierten
Die Gewinner sind vorangestellt und in Fettschrift.

### 2000er
| Jahr                                                                                       | Interpret                                   | Video | Ref |
| ------------------------------------------------------------------------------------------ | ------------------------------------------- | ----- | --- |
| 2001                                                                                       |                                             |       |     |
| Outkast                                                                                    | Ms. Jackson                                 | [ 1 ] |     |
| Destiny’s Child                                                                            | Independent Women Part I                    | [ 1 ] |     |
| Dr. Dre (feat. Snoop Dogg and Nate Dogg)                                                   | The Next Episode                            | [ 1 ] |     |
| Eminem (feat. Dido)                                                                        | Stan                                        | [ 1 ] |     |
| Janet Jackson                                                                              | All for You                                 | [ 1 ] |     |
| 2002                                                                                       |                                             | [ 1 ] |     |
| Busta Rhymes (feat. P. Diddy and Pharrell Williams)                                        | Pass the Courvoisier, Part II               | [ 2 ] |     |
| Aaliyah                                                                                    | Rock the Boat                               | [ 2 ] |     |
| Missy Elliott (feat. Ludacris and Trina)                                                   | One Minute Man (Remix)                      | [ 2 ] |     |
| P. Diddy, Black Rob and Mark Curry                                                         | Bad Boy for Life                            | [ 2 ] |     |
| Usher                                                                                      | U Got It Bad                                | [ 2 ] |     |
| 2003                                                                                       |                                             | [ 2 ] |     |
| Erykah Badu (feat. Common)                                                                 | Love of My Life (An Ode to Hip-Hop)         | [ 3 ] |     |
| B2K                                                                                        | Girlfriend                                  | [ 3 ] |     |
| Missy Elliott                                                                              | Work It                                     | [ 3 ] |     |
| Eminem                                                                                     | Lose Yourself                               | [ 3 ] |     |
| Nelly                                                                                      | Hot in Herre                                | [ 3 ] |     |
| 2004                                                                                       |                                             | [ 3 ] |     |
| Outkast                                                                                    | Hey Ya!                                     | [ 4 ] |     |
| Beyoncé (feat. Jay-Z)                                                                      | Crazy in Love                               | [ 4 ] |     |
| Alicia Keys                                                                                | You Don’t Know My Name                      | [ 4 ] |     |
| Outkast (feat. Sleepy Brown)                                                               | The Way You Move                            | [ 4 ] |     |
| Usher (feat. Lil' Jon and Ludacris)                                                        | Yeah!                                       | [ 4 ] |     |
| 2005                                                                                       |                                             | [ 4 ] |     |
| Kanye West                                                                                 | Jesus Walks                                 | [ 5 ] |     |
| Amerie                                                                                     | 1 Thing                                     | [ 5 ] |     |
| Jay-Z                                                                                      | 99 Problems                                 | [ 5 ] |     |
| John Legend                                                                                | Ordinary People                             | [ 5 ] |     |
| Snoop Dogg (feat. Pharrell Williams)                                                       | Drop It Like It’s Hot                       | [ 5 ] |     |
| 2006                                                                                       |                                             | [ 5 ] |     |
| Mary J. Blige                                                                              | Be Without You                              | [ 6 ] |     |
| Kanye West (feat. Jamie Foxx)                                                              | Gold Digger                                 | [ 6 ] |     |
| Beyoncé (feat. Slim Thug and Bun B)                                                        | Check on It                                 | [ 6 ] |     |
| Missy Elliott (feat. Ciara and Fatman Scoop)                                               | Lose Control                                | [ 6 ] |     |
| R. Kelly                                                                                   | Trapped in the Closet                       | [ 6 ] |     |
| Busta Rhymes (feat. Papoose, Rah Digga, Missy Elliott, DMX, Mary J. Blige and Lloyd Banks) | Touch It (Remix)                            | [ 6 ] |     |
| 2007                                                                                       |                                             | [ 6 ] |     |
| Beyoncé                                                                                    | Irreplaceable                               | [ 7 ] |     |
| Akon (feat. Snoop Dogg)                                                                    | I Wanna Love You                            | [ 7 ] |     |
| Beyoncé and Shakira                                                                        | Beautiful Liar                              | [ 7 ] |     |
| Ciara                                                                                      | Like a Boy                                  | [ 7 ] |     |
| Gnarls Barkley                                                                             | Crazy                                       | [ 7 ] |     |
| 2008                                                                                       |                                             | [ 7 ] |     |
| UGK (feat. Outkast)                                                                        | International Players Anthem (I Choose You) | [ 8 ] |     |
| Ashanti                                                                                    | The Way That I Love You                     | [ 8 ] |     |
| Erykah Badu                                                                                | Honey                                       | [ 8 ] |     |
| Mary J. Blige                                                                              | Just Fine                                   | [ 8 ] |     |
| Alicia Keys                                                                                | Like You'll Never See Me Again              | [ 8 ] |     |
| Kanye West (feat. T-Pain)                                                                  | Good Life                                   | [ 8 ] |     |
| 2009                                                                                       |                                             | [ 8 ] |     |
| Beyoncé                                                                                    | Single Ladies (Put a Ring on It)            | [ 9 ] |     |
| Beyoncé                                                                                    | If I Were a Boy                             | [ 9 ] |     |
| Jamie Foxx (feat. T-Pain)                                                                  | Blame It                                    | [ 9 ] |     |
| T.I. (feat. Rihanna)                                                                       | Live Your Life                              | [ 9 ] |     |
| Kanye West                                                                                 | Heartless                                   | [ 9 ] |     |

### 2010er
| Jahr                                                  | Interpret                    | Video  | Ref |
| ----------------------------------------------------- | ---------------------------- | ------ | --- |
| 2010                                                  |                              |        |     |
| Beyoncé (feat. Lady Gaga)                             | Video Phone                  |        |     |
| B.o.B (feat. Bruno Mars)                              | Nothin' On You               |        |     |
| Melanie Fiona                                         | It Kills Me                  |        |     |
| Jay-Z (feat. Alicia Keys)                             | Empire State of Mind         |        |     |
| Jay-Z (feat. Rihanna and Kanye West)                  | Run This Town                |        |     |
| 2011                                                  |                              |        |     |
| Chris Brown (feat. Busta Rhymes and Lil Wayne)        | Look at Me Now               | [ 10 ] |     |
| Marsha Ambrosius                                      | Far Away                     | [ 10 ] |     |
| B.o.B (feat. Hayley Williams)                         | Airplanes                    | [ 10 ] |     |
| Keri Hilson                                           | Pretty Girl Rock             | [ 10 ] |     |
| Willow Smith                                          | Whip My Hair                 | [ 10 ] |     |
| Kanye West (feat. Pusha T)                            | Runaway                      | [ 10 ] |     |
| 2012                                                  |                              | [ 10 ] |     |
| Jay-Z and Kanye West (feat. Otis Redding)             | Otis                         | [ 11 ] |     |
| Beyoncé                                               | Countdown                    | [ 11 ] |     |
| Beyoncé                                               | Love on Top                  | [ 11 ] |     |
| Jay-Z and Kanye West                                  | Niggas in Paris              | [ 11 ] |     |
| Usher                                                 | Climax                       | [ 11 ] |     |
| 2013                                                  |                              | [ 11 ] |     |
| Drake                                                 | Started from the Bottom      |        |     |
| 2 Chainz (feat. Drake)                                | No Lie                       |        |     |
| ASAP Rocky (feat. Drake, 2 Chainz and Kendrick Lamar) | Fuckin’ Problems             |        |     |
| Drake (feat. Lil Wayne)                               | HYFR (Hell Ya Fucking Right) |        |     |
| Kendrick Lamar (feat. Drake)                          | Poetic Justice               |        |     |
| Macklemore and Ryan Lewis (feat. Wanz)                | Thrift Shop                  |        |     |
| Miguel                                                | Adorn                        |        |     |
| Rihanna                                               | Diamonds                     |        |     |
| Justin Timberlake (feat. Jay-Z)                       | Suit & Tie                   |        |     |
| Kanye West (feat. Big Sean, Pusha T and 2 Chainz)     | Mercy                        |        |     |
| 2014                                                  |                              |        |     |
| Pharrell Williams                                     | Happy                        | [ 12 ] |     |
| Beyoncé                                               | Partition                    | [ 12 ] |     |
| Beyoncé (feat. Jay-Z)                                 | Drunk in Love                | [ 12 ] |     |
| Chris Brown                                           | Fine China                   | [ 12 ] |     |
| Drake                                                 | Worst Behavior               | [ 12 ] |     |
| 2015                                                  |                              | [ 12 ] |     |
| Beyoncé                                               | 7/11                         | [ 13 ] |     |
| Big Sean (feat. E-40)                                 | I Don't Fuck with You        | [ 13 ] |     |
| Chris Brown (feat. Lil Wayne and Tyga)                | Loyal                        | [ 13 ] |     |
| Chris Brown (feat. Usher and Rick Ross)               | New Flame                    | [ 13 ] |     |
| Common and John Legend                                | Glory                        | [ 13 ] |     |
| Nicki Minaj                                           | Anaconda                     | [ 13 ] |     |
| 2016                                                  |                              | [ 13 ] |     |
| Beyoncé                                               | Formation                    | [ 14 ] |     |
| Drake                                                 | Hotline Bling                | [ 14 ] |     |
| Kendrick Lamar                                        | Alright                      | [ 14 ] |     |
| Rihanna (feat. Drake)                                 | Work                         | [ 14 ] |     |
| Bryson Tiller                                         | Don't                        | [ 14 ] |     |
| 2017                                                  |                              | [ 14 ] |     |
| Beyoncé                                               | Sorry                        | [ 15 ] |     |
| Bruno Mars                                            | 24K Magic                    | [ 15 ] |     |
| Big Sean                                              | Bounce Back                  | [ 15 ] |     |
| Migos (feat. Lil Uzi Vert)                            | Bad and Boujee               | [ 15 ] |     |
| Solange                                               | Cranes in the Sky            | [ 15 ] |     |
| 2018                                                  |                              | [ 15 ] |     |
| Drake                                                 | God's Plan                   | [ 16 ] |     |
| Cardi B                                               | Bodak Yellow                 | [ 16 ] |     |
| DJ Khaled (feat. Rihanna and Bryson Tiller)           | Wild Thoughts                | [ 16 ] |     |
| Migos (feat. Drake)                                   | Walk It Talk It              | [ 16 ] |     |
| Bruno Mars (feat. Cardi B)                            | Finesse (Remix)              | [ 16 ] |     |
| Kendrick Lamar                                        | HUMBLE.                      | [ 16 ] |     |
| 2019                                                  |                              |        |     |
| Childish Gambino                                      | This Is America              | [ 17 ] |     |
| 21 Savage (feat. J. Cole)                             | A Lot                        | [ 17 ] |     |
| Cardi B                                               | Money                        | [ 17 ] |     |
| Cardi B and Bruno Mars                                | Please Me                    | [ 17 ] |     |
| Drake                                                 | Nice for What                | [ 17 ] |     |
| The Carters                                           | Apes**t                      | [ 17 ] |     |

### 2020er
| Jahr                                                      | Interpret             | Video  | Ref |
| --------------------------------------------------------- | --------------------- | ------ | --- |
| 2020                                                      |                       |        |     |
| DJ Khaled (feat. Nipsey Hussle and John Legend)           | Higher                |        |     |
| Chris Brown (feat. Drake)                                 | No Guidance           |        |     |
| DaBaby                                                    | Bop                   |        |     |
| Doja Cat                                                  | Say So                |        |     |
| Megan Thee Stallion (feat. Nicki Minaj and Ty Dolla $ign) | Hot Girl Summer       |        |     |
| Roddy Ricch                                               | The Box               |        |     |
| 2021                                                      |                       |        |     |
| Cardi B (feat. Megan Thee Stallion)                       | WAP                   | [ 18 ] |     |
| Cardi B                                                   | Up                    | [ 18 ] |     |
| Chloe x Halle                                             | Do It                 | [ 18 ] |     |
| Chris Brown and Young Thug                                | Go Crazy              | [ 18 ] |     |
| Drake (feat. Lil Durk)                                    | Laugh Now Cry Later   | [ 18 ] |     |
| Silk Sonic                                                | Leave the Door Open   | [ 18 ] |     |
| 2022                                                      |                       |        |     |
| Baby Keem and Kendrick Lamar                              | Family Ties           | [ 19 ] |     |
| Silk Sonic                                                | Smokin out the Window | [ 19 ] |     |
| Chlöe                                                     | Have Mercy            | [ 19 ] |     |
| Doja Cat (feat. SZA)                                      | Kiss Me More          | [ 19 ] |     |
| Ari Lennox                                                | Pressure              | [ 19 ] |     |
| Drake (feat. Future and Young Thug)                       | Way 2 Sexy            | [ 19 ] |     |
| 2023                                                      |                       |        |     |
| SZA                                                       | Kill Bill             |        |     |
| Chris Brown                                               | WE (Warm Embrace)     |        |     |
| Peezy, Jeezy & Real Boston Richey featuring Rob49         | 2 Million Up          |        |     |
| Chris Brown and Young Thug                                | Go Crazy              |        |     |
| Lizzo                                                     | About Damn Time       |        |     |
| Steve Lacy                                                | Bad Habit             |        |     |
| Jack Harlow                                               | First Class           |        |     |
| GloRilla & Cardi B                                        | Tomorrow 2            |        |     |
| 2024                                                      |                       |        |     |
| Victoria Monét                                            | On My Mama            |        |     |
| Doja Cat                                                  | Agora Hills           |        |     |
| Lil Durk featuring J. Cole                                | All my Life           |        |     |
| Nicki Minaj and Ice Spice featuring Aqua                  | Barbie World          |        |     |
| Cardi B featuring Megan Thee Stallion                     | Bongos                |        |     |
| Drake featuring J. Cole                                   | First Person Shooter  |        |     |
| Usher, Summer Walker & 21 Savage                          | Good Good             |        |     |
| Drake featuring Sexyy Red & SZA                           | Rich Baby Daddy       |        |     |

## Mehrfachgewinner und Nominierte

### Sieger
6 Sieger
- Beyoncé

3 Sieger
- Outkast
- Kanye West

2 Sieger
- Busta Rhymes
- Pharrell Williams
- Drake
- Bruno Mars (auch mit Silk Sonic)

### Nominierungen
16 Nominierungen
- Drake

14 Nominierungen
- Beyoncé

9 Nominierungen
- Kanye West

8 Nominierungen
- Cardi B
- Jay-Z

7 Nominierungen
- Chris Brown

6 Nominierungen
- Bruno Mars (auch mit Silk Sonic)

5 Nominierungen
- Kendrick Lamar
- Rihanna
- Usher

4 Nominierungen
- Missy Elliott
- Outkast

3 Nominierungen
- 2 Chainz
- Big Sean
- Mary J. Blige
- Doja Cat
- J. Cole
- Alicia Keys
- Lil Wayne
- Megan Thee Stallion
- Nicki Minaj
- Busta Rhymes
- Snoop Dogg
- SZA
- Pharrell Williams

2 Nominierungen
- Erykah Badu
- B.o.B
- Bryson Tiller
- Chlöe (auch als Teil von Chloe x Halle)
- Ciara
- Common
- DJ Khaled
- Eminem
- Jamie Foxx
- John Legend
- Ludacris
- Migos
- P. Diddy
- Pusha T
- Silk Sonic
- T-Pain
- Young Thug